# Билле, Александр Семёнович
Александр Семёнович Билле (род. 19 января 1996, Набережные Челны, Россия) — российский профессиональный баскетболист, играющий на позиции тяжёлого форварда.

## Карьера
Билле воспитанник челнинской школы баскетбола.
В сезоне 2016/2017 в составе УНИКСа-2 сыграл в 43 матчах Единой молодёжной лиги ВТБ и набирал 6,9 очков и 5,9 подборов.
В мае 2017 года Билле подписал 2-летний контракт с основной командой УНИКСа.
В августе 2020 года Билле стал игроком «Чебоксарских Ястребов».
19 марта 2023 года Билле принял участие в «Матче звёзд МЛБЛ» в составе сборной Москвы. В этой игре Александр набрал 5 очков, 3 подбора, 2 передачи, 1 перехват и 1 блок-шот.